# Premiere
Premiere (eller première fra fransk, "1."; fra latin, 'primus' = 1.) er første visning af et teaterstykker og film eller kunstværker. Premierer tiltrækker kultureliten, kendisser og stjerner fra begivenheden. Det bruges af producenter til at skabe opmærksomhed.

## Filmpremiere
En filmpremiere er første visning af en film. Med et stort marketingbudget er der ofte en forpremiere eller gallapremiere.
Til filmpremierer, gallapremierer og forpremierer inviterer filmselskaberne kendte personligheder og presse og får på den måde omtale af deres film.
Fans kan ligge længe i kø for at erhverve sig billetter til film som Ringenes Herre og Star Wars.